# Magnac-sur-Touvre
Magnac-sur-Touvre est une commune du Sud-Ouest de la France, située dans le département de la Charente (région Nouvelle-Aquitaine).
Elle fait partie de l'agglomération d'Angoulême.
Ses habitants sont les Magnacois et les Magnacoises.

## Géographie

### Localisation et accès
Magnac-sur-Touvre est située à la périphérie orientale d'Angoulême, dont elle fait partie de l'agglomération. Elle est à 5 km à l'est d'Angoulême, et 2 km au sud de Ruelle, dont elle fait partie du canton.
Elle se situe dans la vallée de la Touvre, sur sa rive gauche et non loin de ses sources.
Les axes routiers principaux de la commune sont la D 699, route d'Angoulême à Montbron, ancienne N 699, qui traverse la commune d'ouest en est, et la rocade est d'Angoulême, qui traverse la partie ouest de la commune du nord au sud et coupe la route d'Angoulême par le rond-point de Longiesse.
La commune est aussi desservie par la D 23 qui va de Champniers et Ruelle à Sainte-Catherine et qui passe à l'ancien bourg en longeant la rive gauche de la Touvre. La D 408 longe la D 699, va de L'Isle-d'Espagnac à Touvre et passe par Bellevue.
La voie ferrée d'Angoulême à Limoges traverse aussi toute la commune. La gare de Ruelle se situe en fait sur la commune, et l'ancienne gare de Magnac-Touvre était située à l'est de la commune en limite avec Touvre. En effet, la commune de Magnac arrive jusqu'au cœur de Ruelle, près de la fonderie et l'ancienne route nationale 141 d'Angoulême à Limoges.
Magnac est aussi desservie par les transports en commun d'Angoulême (lignes 3, 20, 26 de la STGA).

### Quartiers et hameaux
Hormis le bourg situé près de la Touvre, de nombreux hameaux importants parsèment la commune. Au nord, chez Grelet, Relette et les Reganes relient Magnac à Ruelle. Au sud du bourg, Bellevue domine la Touvre. Plus au sud, la Vallade et Bussac sont sur les hauteurs. À l'ouest, Entreroche et Longiesse bordent L'Isle-d'Espagnac.

### Communes limitrophes
|                   | Ruelle-sur-Touvre |        |
| L'Isle-d'Espagnac | Magnac-sur-Touvre | Touvre |
|                   | Soyaux            | Garat  |

### Géologie et relief
Géologiquement, la commune se trouve dans les calcaires du Bassin aquitain, tout comme les trois quarts sud-ouest du département. Elle se partage entre le Jurassique sur une petite moitié nord, et le Crétacé au sud d'une ligne Bellevue - Bois des Geais.
Une ligne Bussac - Entreroches est occupée par une cuesta du Turonien (ou Angoumien) faisant face au nord-est, qui se prolonge jusqu'au plateau d'Angoulême au nord-ouest, et Sainte-Catherine (Garat), Bouëx, Vouzan, Grassac au sud-est. Cette cuesta laisse parfois apparaître quelques petites falaises, comme au Peu d'Entreroche. D'anciennes carrières exploitant l'Angoumien (pierre de taille, ...) sont situées sur ce plateau entre Bussac et Entreroche.
L'extrême sud de la commune touche les Brandes de Soyaux qui est un sol argileux sablonneux à silex d'origine tertiaire couvrant les sommets,,.
Au point de vue relief, la commune occupe le versant sud-ouest de la vallée de la Touvre, et tout le relief est incliné du sud-ouest au nord-est. le point le plus bas est au nord sur la Touvre en limite avec Ruelle. Il est de 42 m. Le point le plus haut est au sud, 156 m, aux Brandes de Soyaux, en limite avec Soyaux et Garat. Le Peu d'Entreroche au sud-ouest de la commune culmine à 129 m.
Le bourg est à 55 m d'altitude.

### Végétation
Le terrain calcaire de la commune est de nature assez sec, hormis la vallée elle-même de la Touvre. Au sud de la commune on peut trouver le bois de Bassac (du nom de la ferme éponyme en limite avec Garat), et la bordure des bois d'Antournac et des Brandes de Soyaux à l'ouest. Chênes, genévriers, érables champêtres et de Montpellier, pins noirs et sylvestres occupent cette garrigue, principalement entre Bussac et Entreroche. À l'extrême sud, lorsque le calcaire cède la place à l'argile, on peut trouver châtaigniers et pins maritimes.
À l'ouest de la commune non loin de L'Isle-d'Espagnac se trouvent aussi quelques bois, comme le Bois des Geais, le Bois de Mativo, et la Garenne de Maumont.

### Hydrographie

#### Réseau hydrographique
La commune est située dans le bassin versant de la Charente au sein du Bassin Adour-Garonne. Elle est drainée par la Touvre, le ruisseau de Bellevue et le ruisseau de Rochejoubert, qui constituent un réseau hydrographique de 5 km de longueur totale,.
La Touvre, affluent de la Charente long de 11 km seulement. et aussi large à sa source qu'à son embouchure, issu de la deuxième résurgence de France, borde le côté nord-est de la commune. Son débit important et régulier a favorisé l'industrialisation de sa vallée, et son eau pure et à température constante une importante pisciculture à la Maillerie.
La Font de la Rochejoubert, petit affluent de l'Échelle elle-même affluent de la Touvre, limite la commune au sud-est.
Le ruisseau de Bellevue, petit affluent temporaire de la Touvre, prend sa source près de la Vallade et passe au pied de Bellevue.
L'ouest de la commune, au pied d'Entreroche, naît un petit ruisseau affluent de la Font Noire, autre affluent de la Touvre à L'Isle-d'Espagnac. Ce ruisseau irrigue des jardins familiaux.

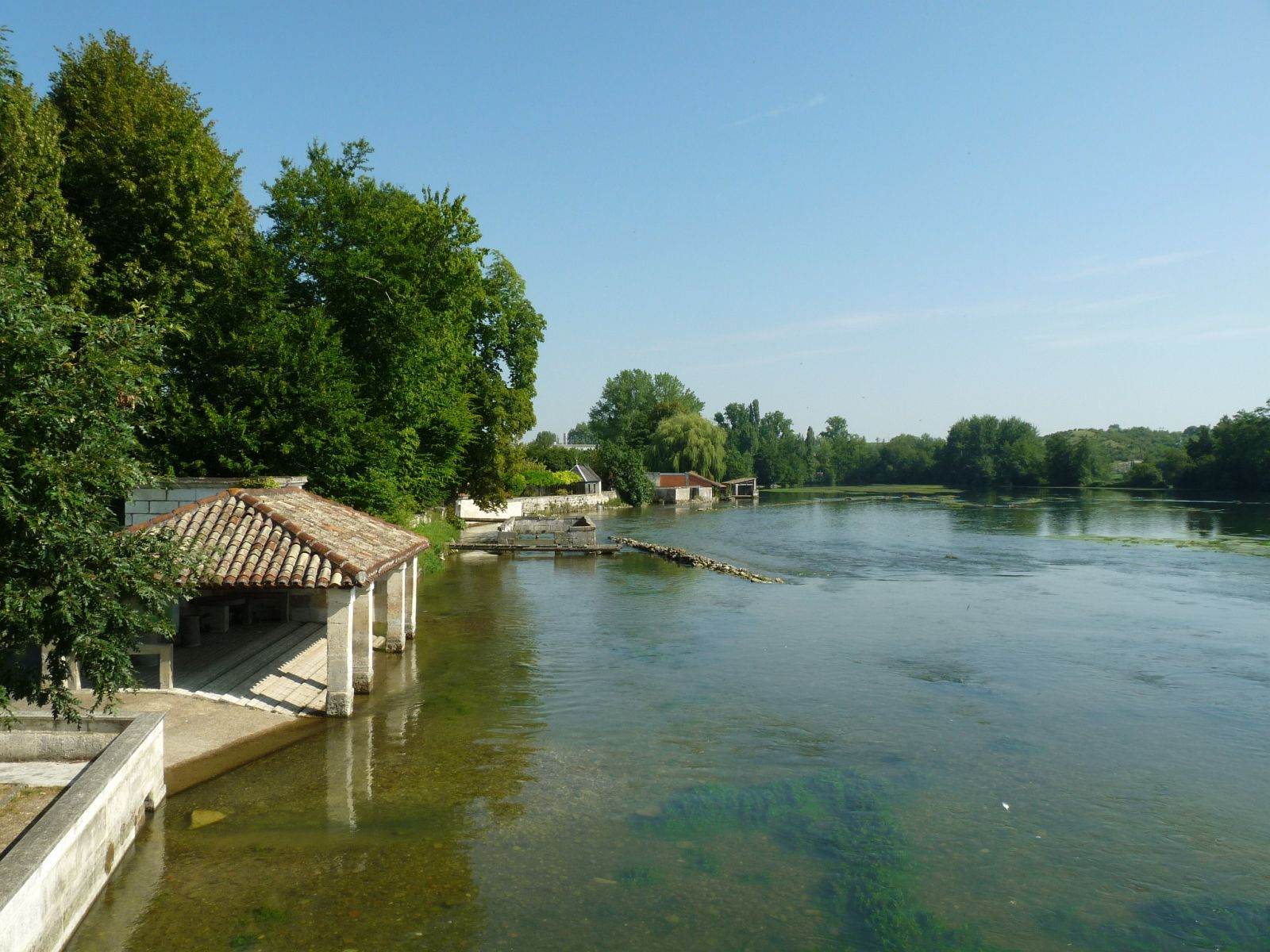
Le lavoir et la Touvre, vue du pont
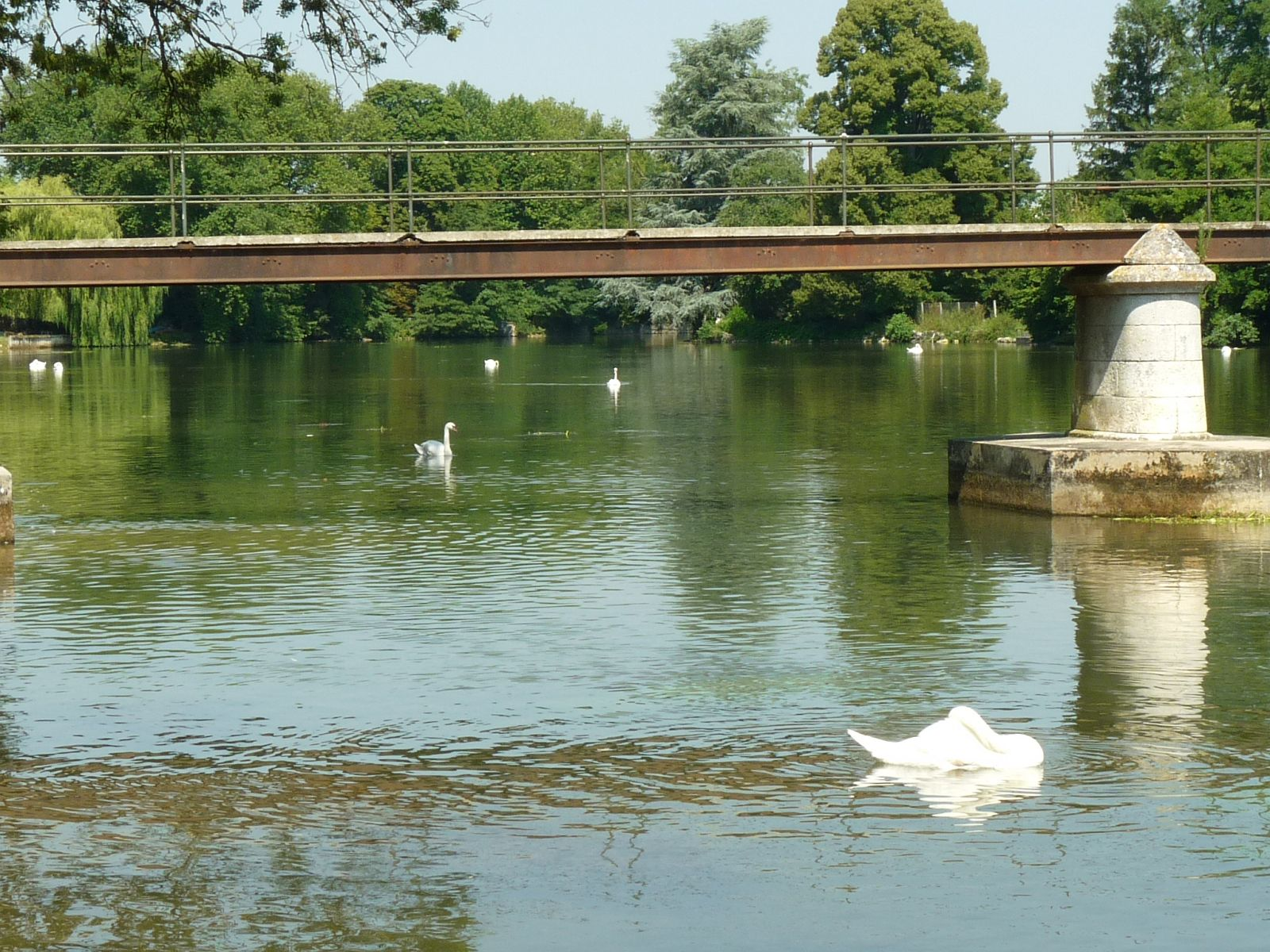
La passerelle de Ruelle
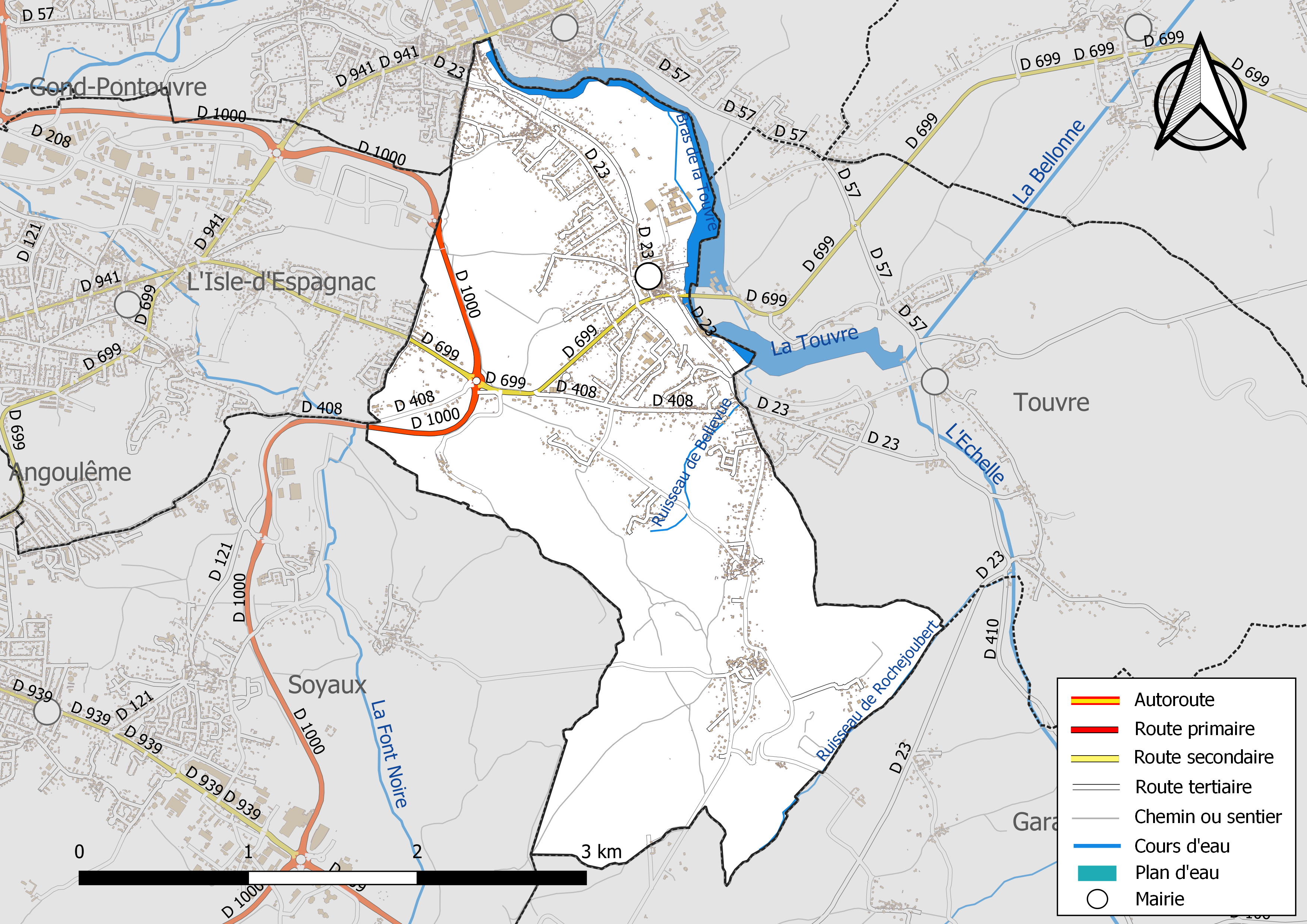
Réseaux hydrographique et routier de Magnac-sur-Touvre.

#### Gestion des eaux
Le territoire communal est couvert par le schéma d'aménagement et de gestion des eaux (SAGE) « Charente ». Ce document de planification, dont le territoire correspond au bassin de la Charente, d'une superficie de 9 300 km2, a été approuvé le 19 novembre 2019. La structure porteuse de l'élaboration et de la mise en œuvre est l'établissement public territorial de bassin Charente. Il définit sur son territoire les objectifs généraux d’utilisation, de mise en valeur et de protection quantitative et qualitative des ressources en eau superficielle et souterraine, en respect des objectifs de qualité définis dans le troisième SDAGE  du Bassin Adour-Garonne qui couvre la période 2022-2027, approuvé le 10 mars 2022.

### Climat
Comme une grande partie du département de la Charente, le climat est océanique aquitain, et la station météorologique de référence est celle de Cognac.
| Mois                              | jan. | fév.  | mars  | avril | mai   | juin  | jui.  | août  | sep.  | oct. | nov. | déc. | année   |
| --------------------------------- | ---- | ----- | ----- | ----- | ----- | ----- | ----- | ----- | ----- | ---- | ---- | ---- | ------- |
| Température minimale moyenne (°C) | 2    | 2,8   | 3,8   | 6,2   | 9,4   | 12,4  | 14,4  | 14    | 12,1  | 8,9  | 4,7  | 2,6  | 7,8     |
| Température moyenne (°C)          | 5,4  | 6,7   | 8,5   | 11,1  | 14,4  | 17,8  | 20,2  | 19,7  | 17,6  | 13,7 | 8,6  | 5,9  | 12,5    |
| Température maximale moyenne (°C) | 8,7  | 10,5  | 13,1  | 15,9  | 19,5  | 23,1  | 26,1  | 25,4  | 23,1  | 18,5 | 12,4 | 9,2  | 17,7    |
| Ensoleillement (h)                | 80   | 103,9 | 153,3 | 184,5 | 204,9 | 239,6 | 276,4 | 248,3 | 199,4 | 159  | 96,8 | 78,8 | 2 024,9 |
| Précipitations (mm)               | 80,4 | 67,3  | 65,9  | 68,3  | 71,6  | 46,6  | 45,1  | 50,2  | 59,2  | 68,6 | 79,8 | 80   | 783,6   |

## Urbanisme

### Typologie
Au 1er janvier 2024, Magnac-sur-Touvre est catégorisée ceinture urbaine, selon la nouvelle grille communale de densité à 7 niveaux définie par l'Insee en 2022.
Elle appartient à l'unité urbaine d'Angoulême, une agglomération intra-départementale dont elle est une commune de la banlieue,. Par ailleurs la commune fait partie de l'aire d'attraction d'Angoulême, dont elle est une commune de la couronne,. Cette aire, qui regroupe 94 communes, est catégorisée dans les aires de 50 000 à moins de 200 000 habitants,.

### Occupation des sols
L'occupation des sols de la commune, telle qu'elle ressort de la base de données européenne d’occupation biophysique des sols Corine Land Cover (CLC), est marquée par l'importance des territoires agricoles (47,8 % en 2018), en diminution par rapport à 1990 (50,5 %). La répartition détaillée en 2018 est la suivante : 
zones urbanisées (28,9 %), zones agricoles hétérogènes (22,1 %), forêts (19,2 %), prairies (18,1 %), terres arables (7,6 %), zones industrielles ou commerciales et réseaux de communication (3,3 %), eaux continentales (0,7 %). L'évolution de l’occupation des sols de la commune et de ses infrastructures peut être observée sur les différentes représentations cartographiques du territoire : la carte de Cassini (XVIIIe siècle), la carte d'état-major (1820-1866) et les cartes ou photos aériennes de l'IGN pour la période actuelle (1950 à aujourd'hui).

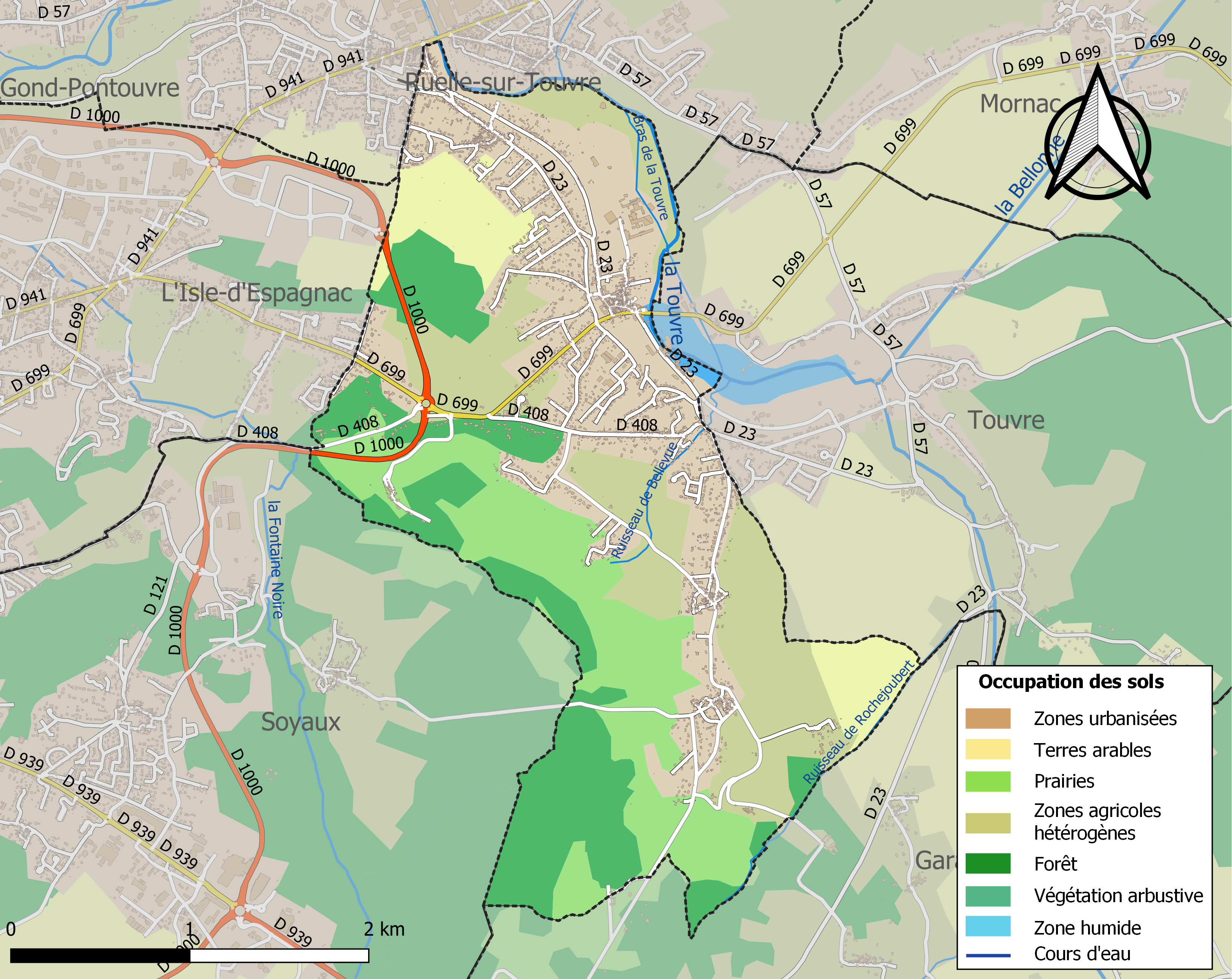
Carte des infrastructures et de l'occupation des sols de la commune en 2018 (CLC).

### Risques majeurs
Le territoire de la commune de Magnac-sur-Touvre est vulnérable à différents aléas naturels : météorologiques (tempête, orage, neige, grand froid, canicule ou sécheresse), feux de forêts, mouvements de terrains et séisme (sismicité faible). Il est également exposé à un risque technologique,  le transport de matières dangereuses. Un site publié par le BRGM permet d'évaluer simplement et rapidement les risques d'un bien localisé soit par son adresse soit par le numéro de sa parcelle.

#### Risques naturels
Magnac-sur-Touvre est exposée au risque de feu de forêt du fait de la présence sur son territoire du massif de Soyaux. Un plan départemental de protection des forêts contre les incendies (PDPFCI) a été élaboré pour la période 2017-2026, faisant suite à un plan 2007-2016. Les mesures individuelles de prévention contre les incendies sont précisées par divers arrêtés préfectoraux et s’appliquent dans les zones exposées aux incendies de forêt et à moins de 200 mètres de celles-ci. L’arrêté du 3 mai 2016 règlemente l'emploi du feu en interdisant notamment d’apporter du feu, de fumer et de jeter des mégots de cigarette dans les espaces sensibles et sur les voies qui les traversent sous peine de sanctions. L'arrêté du 27 décembre 2019 rend le débroussaillement obligatoire, incombant au propriétaire ou ayant droit,,,.

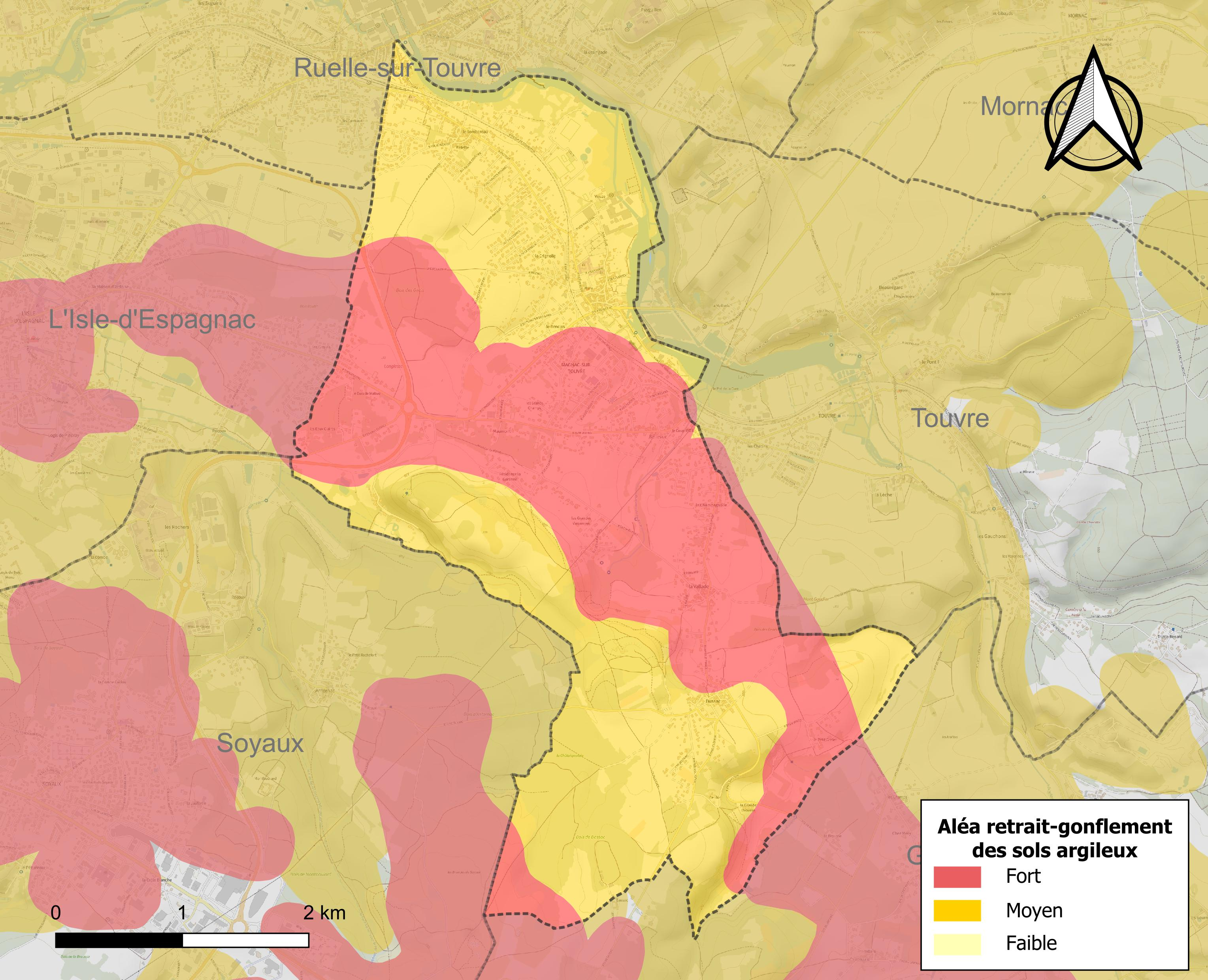
Carte des zones d'aléa retrait-gonflement des sols argileux de Magnac-sur-Touvre.

Les mouvements de terrains susceptibles de se produire sur la commune sont des affaissements et effondrements liés aux cavités souterraines (hors mines). Par ailleurs, afin de mieux appréhender le risque d’affaissement de terrain, l'inventaire national des cavités souterraines permet de localiser celles situées sur la commune.
Le retrait-gonflement des sols argileux est susceptible d'engendrer des dommages importants aux bâtiments en cas d’alternance de périodes de sécheresse et de pluie. La totalité de la commune est en aléa moyen ou fort (67,4 % au niveau départemental et 48,5 % au niveau national). Sur les 1 577 bâtiments dénombrés sur la commune en 2019,  1 577 sont en aléa moyen ou fort, soit 100 %, à comparer aux 81 % au niveau départemental et 54 % au niveau national. Une cartographie de l'exposition du territoire national au retrait gonflement des sols argileux est disponible sur le site du BRGM,.
Par ailleurs, afin de mieux appréhender le risque d’affaissement de terrain, l'inventaire national des cavités souterraines permet de localiser celles situées sur la commune.
La commune a été reconnue en état de catastrophe naturelle au titre des dommages causés par les inondations et coulées de boue survenues en 1982, 1983, 1988, 1993, 1999 et 2009. Concernant les mouvements de terrains, la commune a été reconnue en état de catastrophe naturelle au titre des dommages causés par la sécheresse en 1990, 1992, 2003, 2005 et 2011 et par des mouvements de terrain en 1999.

#### Risques technologiques
Le risque de transport de matières dangereuses sur la commune est lié à sa traversée par une ou des infrastructures routières ou ferroviaires importantes ou la présence d'une canalisation de transport d'hydrocarbures. Un accident se produisant sur de telles infrastructures est susceptible d’avoir des effets graves sur les biens, les personnes ou l'environnement, selon la nature du matériau transporté. Des dispositions d’urbanisme peuvent être préconisées en conséquence.

## Toponymie
Le village est attesté sous les formes Magnacum en 852, Manhaco en 1110, Manhac prope Tolveram, Meynhiaco au XIVe siècle, Mannaco en 1110.
Les formes anciennes sont semblables à celles des autres Magnac, Magny et Magnat.
Le nom de Magnac est une formation toponymique gallo-romane *magniacu, composée des éléments *-acu, suffixe d'origine gauloise marquant le lieu, puis caractéristique de la propriété (souvent latinisé en -acum, dans les documents médiévaux). Le premier élément est le nom d'un personnage romanisé Magnius. Dans certains cas, Magnius peut recouvrir le mot gaulois Magunu-, utilisé également comme anthroponyme.
Sous l'Ancien Régime, Magnac était aussi orthographié Maignac.

## Histoire

### Préhistoire
Des objets de l'âge du fer et du Néolithique ont été trouvés dans la grotte d'Entreroche et les sables du Bois de Mativo.

### Époque romaine
Des vestiges et objets gallo-romains ont été trouvés à plusieurs endroits dans la commune : monnaie (pièce à l'effigie de l'impératrice Lucilla), tombeaux, céramique fumigée dite savonneuse, tegulae.
La voie supposée romaine dite Chemin des Anglais, ancien chemin féodal d'Angoulême à Limoges, descendant de la Bussate, traversait la commune entre Recoux et Bellevue pour se diriger vers Bois-Blanc.

### Moyen Âge et Ancien Régime
Au cours du Moyen Âge, Magnac se trouvait sur un itinéraire secondaire est-ouest entre Montbron et Angoulême fréquenté par les pèlerins qui allaient au sanctuaire de Saint-Jacques-de-Compostelle et aux reliques de saint Eutrope à Saintes.
Les registres de l'état civil de Magnac remontent à 1688.
Le logis Renaissance de Maumont a été édifié sur les ruines d'une construction plus ancienne laissant comme seul vestige une tour qui fut le siège de la première mairie de Magnac. Au XVIe siècle, la seigneurie de Maumont appartenait à la famille des Ages. Elle passa par alliance en 1603 aux La Rochefoucauld, mais fut vendue en 1608 à Raymond de Forgue, seigneur de la Rochandry, qui la céda quelques années plus tard, à François Redon, sieur de Neuillac. Par la suite, Maumont passa à la famille Fé; un membre de cette famille en a porté le nom jusque vers la fin du XIXe siècle.

### Temps modernes
Magnac grâce à la Touvre a profité des progrès de l'industrialisation, particulièrement les papeteries. 
Les deux principales étaient celles de Veuze et de Maumont. En 1828 fut installée dans la papeterie de Veuze la première machine à papier continu du pays.
Le quartier de Relette était principalement habité par des ouvriers de la fonderie de Ruelle.
Au début du XXe siècle, le cirque naturel d'Entreroche et la vallée de la Font Noire étaient le champ de tir d'entraînement de la garnison d'Angoulême.
Avec l'arrivée du chemin de fer en 1875, la ligne d'Angoulême à Limoges traverse la commune en longeant la Touvre. La gare de Magnac-Touvre est en limite avec la commune de Touvre et elle porte le nom de Magnac-Touvre, qui sera aussi en 1894 la bifurcation d'une voie ferrée vers Périgueux et Mussidan par La Rochebeaucourt et Ribérac. Cette même gare sera aussi desservie par le chemin de fer à voie métrique des Chemins de fer économiques des Charentes dit le petit Mairat d'Angoulême à Montbron et Roumazières, entré en fonction en 1912, et qui passait dans la commune à Longiesse et Maumont. Ces deux dernières voies ferrées seront progressivement abandonnées vers 1950. La gare ne sera plus desservie du tout par la ligne de Limoges à partir des années 1980[réf. nécessaire].

## Héraldique
| Blason | Blasonnement : De sinople au cygne d'argent colleté d'une couronne d'or. |

Ce sont les armoiries de la famille des Ages.
Au XIXe siècle, la plus petite cloche de l'église portait aussi les armoiries des familles Gérauld et des Ages. La première était une ruche d'abeille, la seconde un cygne dont le cou est passé dans une couronne.

## Jumelages
- Bockhorn (Allemagne) depuis 2008
- Beliu (Roumanie) depuis 2001

## Politique et administration

### Liste des maires

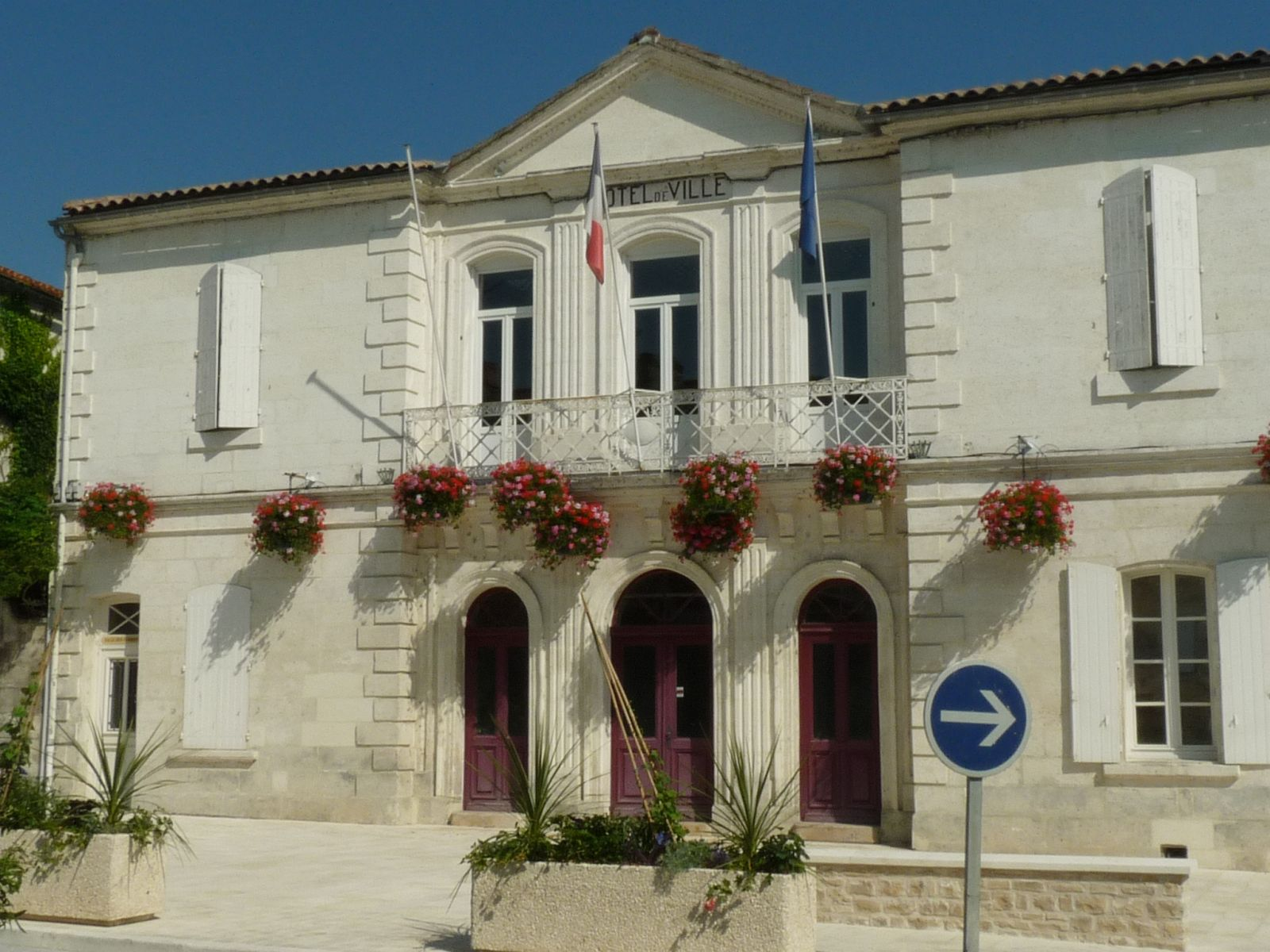
La mairie

| Période                                  | Période   | Identité                    | Étiquette   | Qualité |
| ---------------------------------------- | --------- | --------------------------- | ----------- | --- |
| Les données manquantes sont à compléter. |           |                             |             | |
| avant 1880                               | ?         | Alfred Chauveau (1836-1916) | Républicain | Fabricant de papier, président de la Chambre de commerce d'Angoulême Conseiller d'arrondissement (1880 → 1889) |
| Les données manquantes sont à compléter. |           |                             |             | |
| mars 1989                                | mars 2001 | Jacques Bommarchou          | PS          | Premier adjoint (1977 → 1989)                                                                                  |
| mars 2001                                | mai 2020  | Bernard Contamine           | PS          | Retraité de Naval Group                                                                                        |
| mai 2020                                 | En cours  | Cyrille Nicolas             | DVG         | Technicien dans l'industrie                                                                                    |

## Démographie

### Évolution démographique
L'évolution du nombre d'habitants est connue à travers les recensements de la population effectués dans la commune depuis 1793. Pour les communes de moins de 10 000 habitants, une enquête de recensement portant sur toute la population est réalisée tous les cinq ans, les populations de référence des années intermédiaires étant quant à elles estimées par interpolation ou extrapolation. Pour la commune, le premier recensement exhaustif entrant dans le cadre du nouveau dispositif a été réalisé en 2008.

En 2022, la commune comptait 3 252 habitants, en évolution de +4,9 % par rapport à 2016 (Charente : −0,48 %, France hors Mayotte : +2,11 %).
| 1793 | 1800 | 1806 | 1821 | 1831 | 1841 | 1846 | 1851  | 1856  |
| ---- | ---- | ---- | ---- | ---- | ---- | ---- | ----- | ----- |
| 647  | 594  | 529  | 602  | 602  | 932  | 979  | 1 058 | 1 004 |

| 1861  | 1866  | 1872  | 1876  | 1881  | 1886  | 1891  | 1896  | 1901  |
| ----- | ----- | ----- | ----- | ----- | ----- | ----- | ----- | ----- |
| 1 037 | 1 005 | 1 177 | 1 187 | 1 553 | 1 592 | 1 619 | 1 830 | 1 830 |

| 1906  | 1911  | 1921  | 1926  | 1931  | 1936  | 1946  | 1954  | 1962  |
| ----- | ----- | ----- | ----- | ----- | ----- | ----- | ----- | ----- |
| 1 820 | 1 801 | 1 597 | 1 612 | 1 682 | 1 871 | 1 857 | 1 921 | 2 170 |

| 1968  | 1975  | 1982  | 1990  | 1999  | 2006  | 2008  | 2013  | 2018  |
| ----- | ----- | ----- | ----- | ----- | ----- | ----- | ----- | ----- |
| 2 393 | 2 645 | 2 842 | 2 843 | 2 828 | 2 987 | 3 032 | 3 060 | 3 179 |

| 2022  | - | - | - | - | - | - | - | - |
| ----- | - | - | - | - | - | - | - | - |
| 3 252 | - | - | - | - | - | - | - | - |

### Pyramide des âges
La population de la commune est relativement âgée.
En 2018, le taux de personnes d'un âge inférieur à 30 ans s'élève à 28,9 %, soit en dessous de la moyenne départementale (30,2 %). À l'inverse, le taux de personnes d'âge supérieur à 60 ans est de 31,5 % la même année, alors qu'il est de 32,3 % au niveau départemental.
En 2018, la commune comptait 1 537 hommes pour 1 642 femmes, soit un taux de 51,65 % de femmes, légèrement supérieur au taux départemental (51,59 %).
Les pyramides des âges de la commune et du département s'établissent comme suit.
| Hommes | Classe d’âge | Femmes |
| ------ | ------------ | ------ |
| 0,8    | 90 ou +      | 1,5    |
| 8,9    | 75-89 ans    | 12,8   |
| 18,8   | 60-74 ans    | 20,0   |
| 22,6   | 45-59 ans    | 22,1   |
| 17,6   | 30-44 ans    | 17,0   |
| 13,2   | 15-29 ans    | 10,6   |
| 18,1   | 0-14 ans     | 16,0   |

| Hommes | Classe d’âge | Femmes |
| ------ | ------------ | ------ |
| 1      | 90 ou +      | 2,7    |
| 9,2    | 75-89 ans    | 12     |
| 20,6   | 60-74 ans    | 21,3   |
| 20,7   | 45-59 ans    | 20,3   |
| 16,8   | 30-44 ans    | 16     |
| 15,6   | 15-29 ans    | 13,4   |
| 16,1   | 0-14 ans     | 14,3   |

## Économie

### Industrie
Magnac a longtemps été une ville industrielle grâce à la Touvre et au chemin de fer, en particulier les papeteries de Veuze et de Maumont.

## Équipements, services et vie locale

### Enseignement
Magnac possède trois écoles publiques : la principale est l'école élémentaire Marie-Curie, elle est située dans le bourg et comporte cinq classes ; la seconde se trouve dans le quartier de Relette à la limite de la commune de Ruelle et possède deux classes élémentaires ; enfin, l'école maternelle des Cygnes, rue Jules-Ferry, comporte quatre classes.
Le secteur du collège est Soyaux.

### Vie locale
Le piron (jars, en charentais) est l'emblème de Magnac, et il était de toutes les festivités. C'est aujourd'hui le nom de la revue municipale, qui existe depuis 1989 et a dépassé la 100e édition en 2009.

## Lieux et monuments
- L'église paroissiale Saint-Cybard est romane et date du XIIe siècle[46]. Elle est située près de la Touvre, à côté du pont, et le site est mis en valeur par un lavoir typique. Son architecture est remarquable. Elle a la forme d'une croix grecque, avec la particularité que la coupole qui porte le clocher n'est pas au centre de l'édifice. Le clocher a deux étages[35].  Elle est classée monument historique depuis 1907[47].

L'église Saint-Cybard
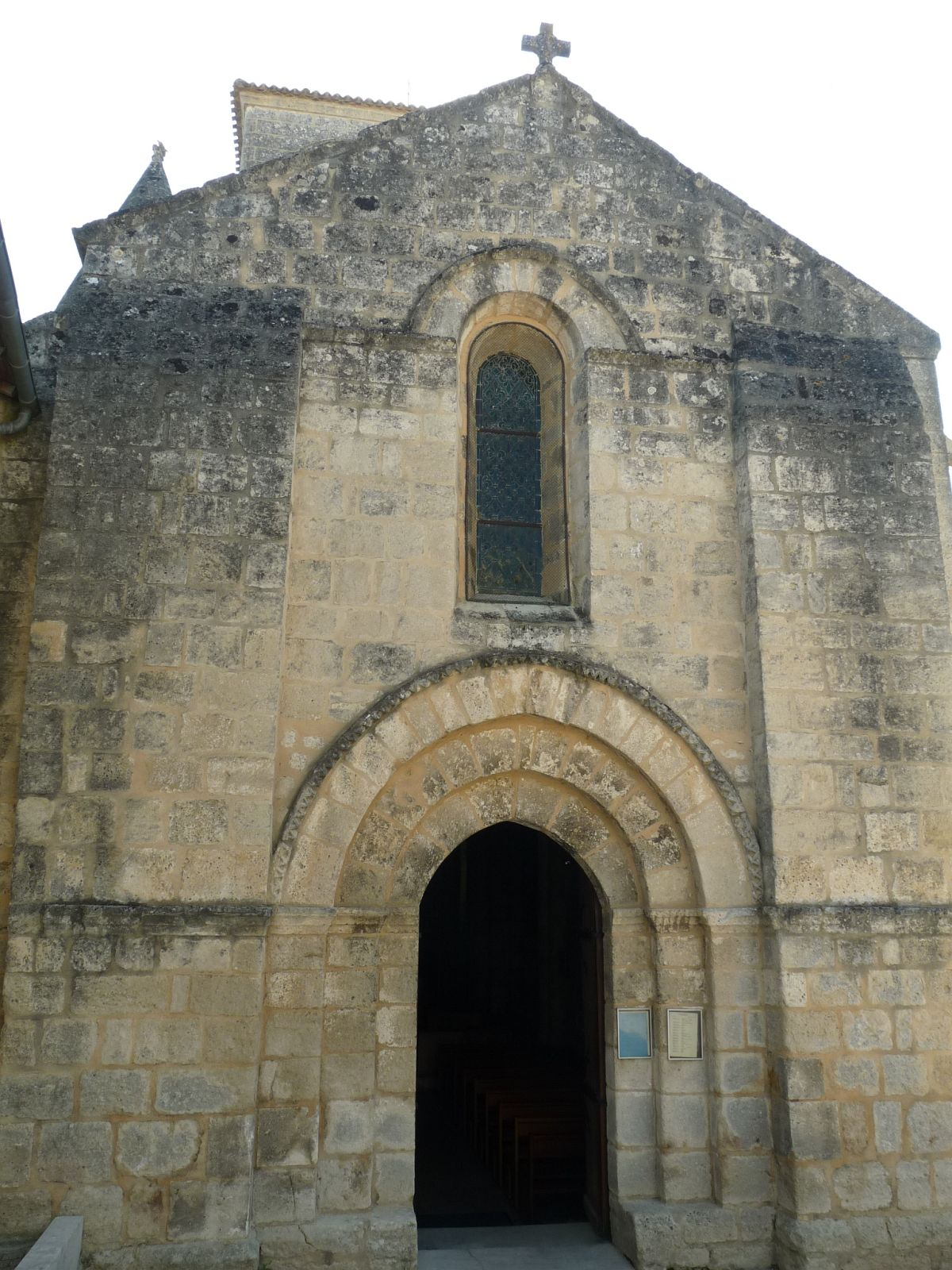
La façade et l'entrée
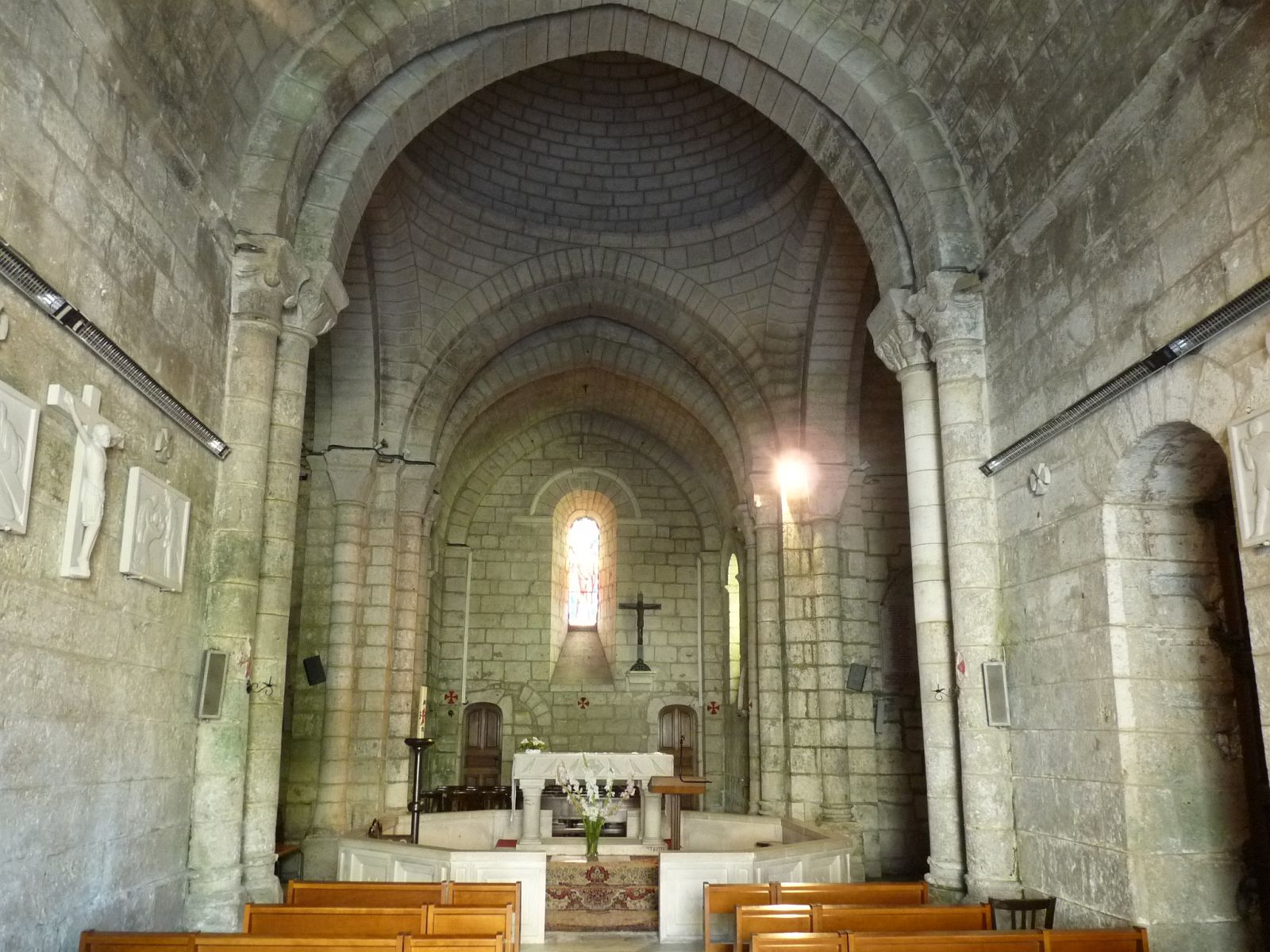
L'intérieur
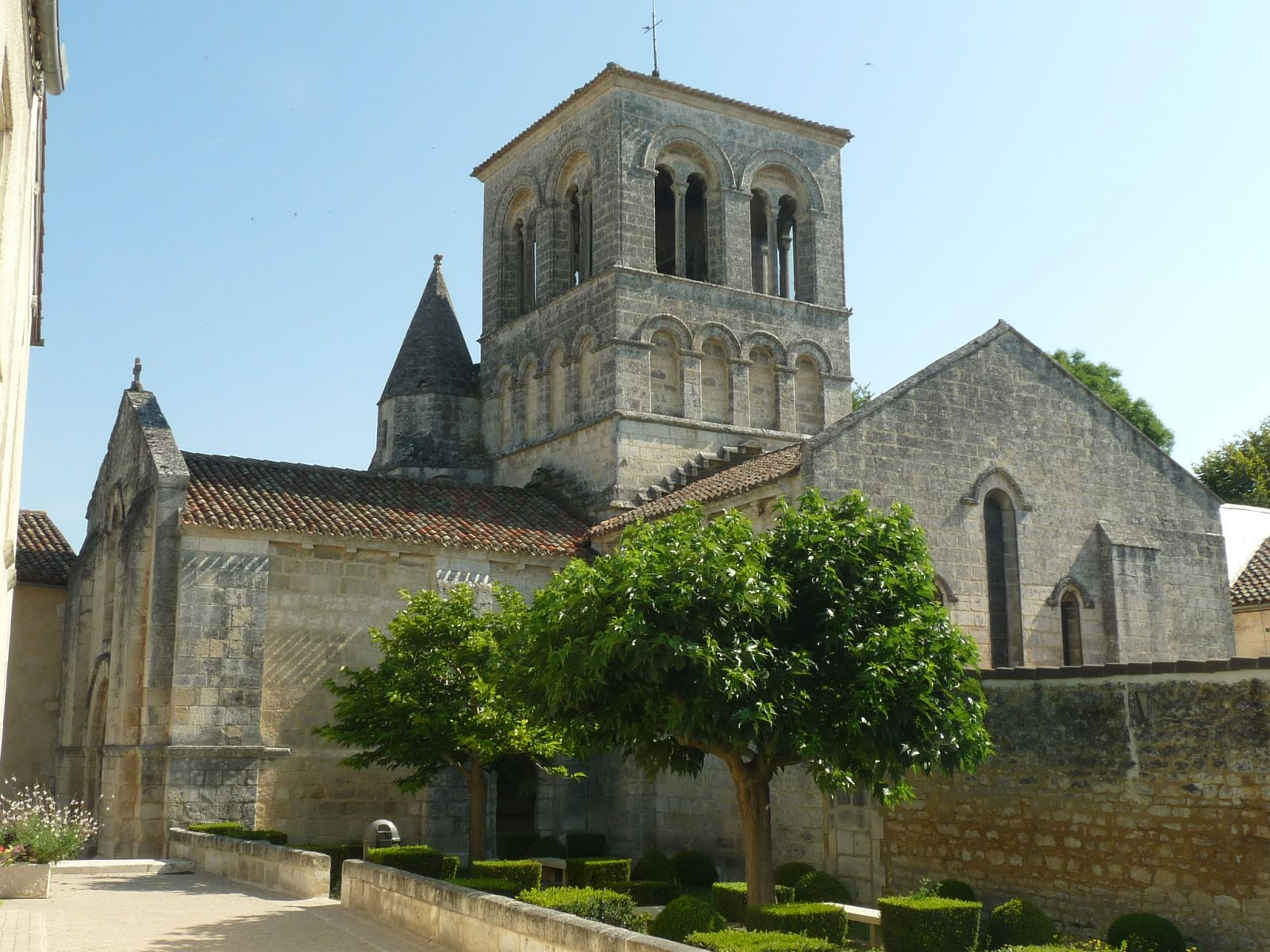
Vue du sud
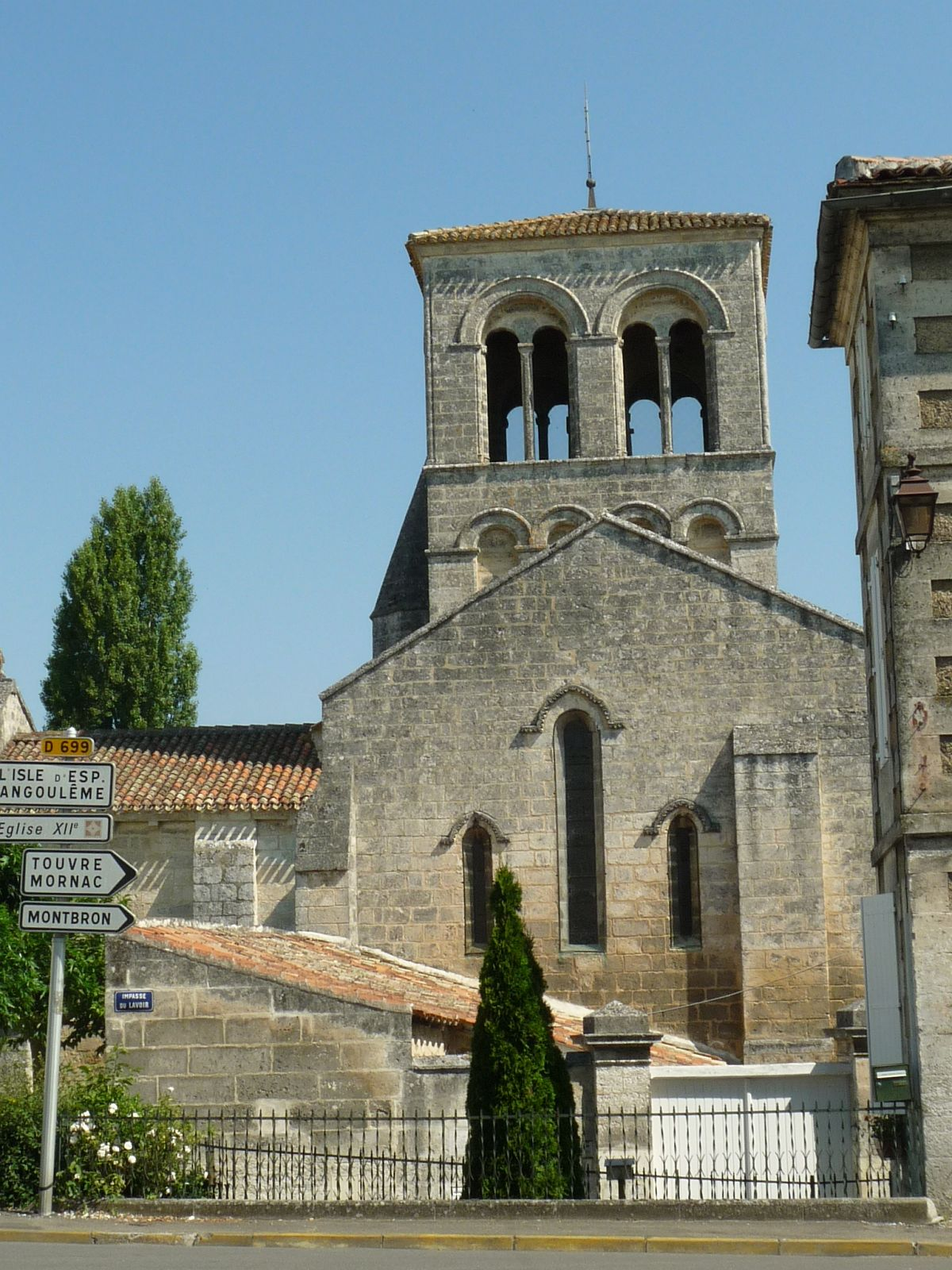
Vue latérale du sud-est

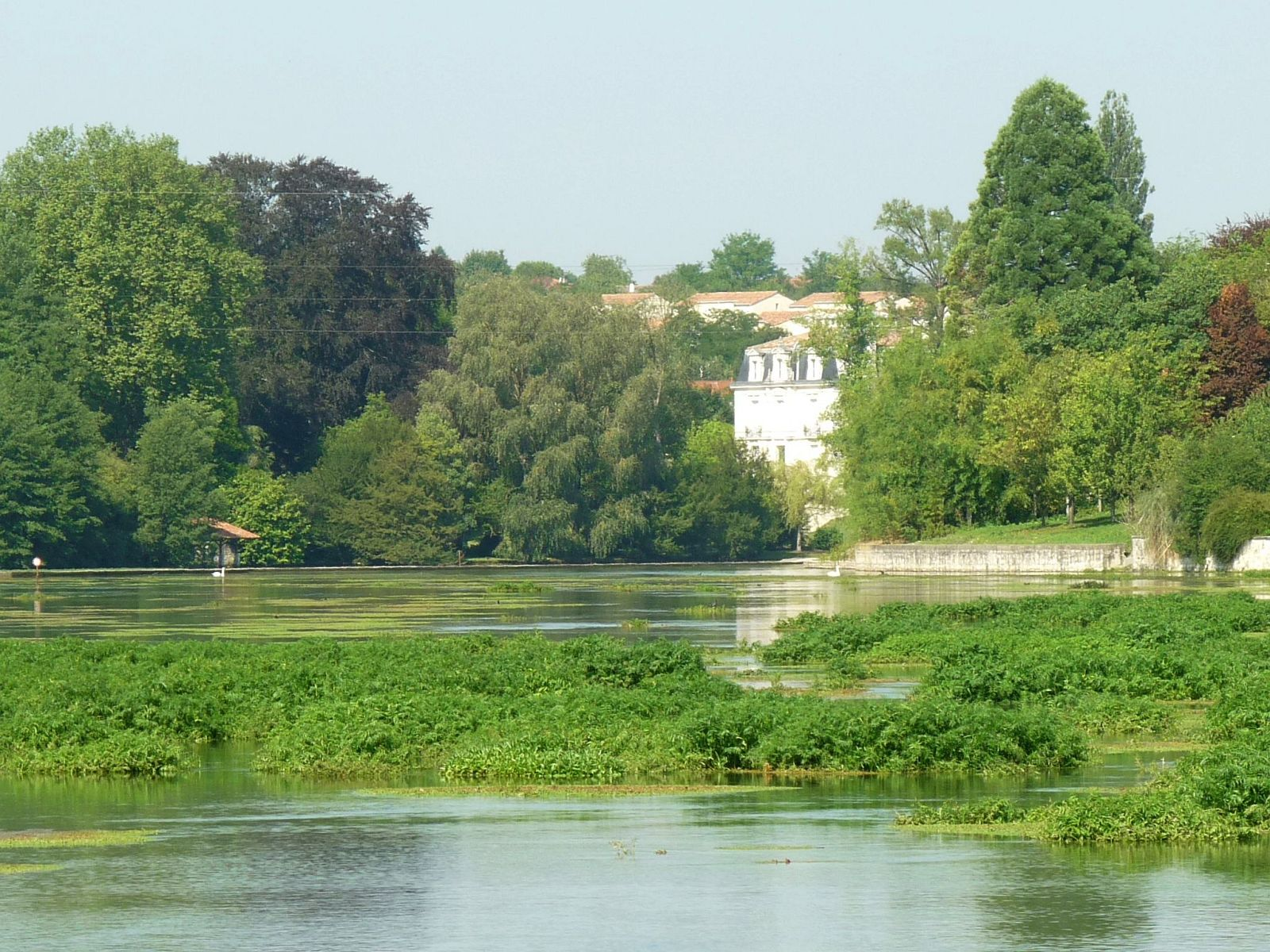
Le logis de Maumont vu des sources de la Touvre

- Le logis de Maumont est situé à côté de la papeterie de Maumont. Il date du XVIe siècle mais a été remanié au XIXe siècle. Il a appartenu successivement aux La Rochefoucauld (François, seigneur de Bayers, en 1603), puis en 1608 à Raymond de Forgue, seigneur de la Rochandry, puis quelques années plus tard à la famille Fé qui le gardera jusqu'au XIXe siècle[35].
- Le logis de Bussac est une maison forte datant vraisemblablement du XVe siècle[48].

### Patrimoine environnemental
Le GR 4 de Royan à Grasse et le GR 36 de la Manche aux Pyrénées sont confondus en un sentier commun qui contourne Angoulême par le sud et qui traverse la commune.

## Films et séries tournés dans la commune
Tournage[Quand ?] de la série "Père et Maire" diffusée sur TF1.
Un épisode de la série "L'instit" nommé Adrien fut tourné dans l'école Marie-Curie[Quand ?].